# Младший
«Младший» — пятый студийный альбом петербуржского рэп-музыканта Смоки Мо, выпущенный 11 июня 2013 года.
Выход был сопровождён большим интервью для портала Rap.ru. Незадолго до релиза альбома было опубликовано приглашение Смоки Мо на Hip-Hop All Stars.
В поддержку альбома были выпущены видеоклипы на песни «Было и было», «Крепкий чай» и «Бабочки».

## Список композиций
| №   | Название                         | Текст песни                   | Музыка             | Длительность |
| --- | -------------------------------- | ----------------------------- | ------------------ | ------------ |
| 1.  | «Начало игры, часть 4 (Младший)» | Смоки Мо                      | Смоки Мо           | 2:20         |
| 2.  | «Было и было»                    | Смоки Мо                      | Смоки Мо           | 4:09         |
| 3.  | «Бабочки» (скит)                 | диалог из фильма «Угрюм-река» |                    | 0:28         |
| 4.  | «Бабочки» (уч. Глюк’oZa)         | Смоки Мо, Максим Фадеев       | Баста, М. Фадеев   | 4:15         |
| 5.  | «Небесные сны»                   | Смоки Мо                      | Смоки Мо           | 2:44         |
| 6.  | «Будущее любит нас»              | Смоки Мо                      | Смоки Мо           | 4:00         |
| 7.  | «Алиса»                          | Смоки Мо                      | Смоки Мо           | 3:22         |
| 8.  | «Горсть лепестков»               | Смоки Мо                      | Смоки Мо           | 3:14         |
| 9.  | «Крепкий чай» (уч. Баста)        | Смоки Мо, Баста               | Смоки Мо, Баста    | 5:19         |
| 10. | «Оставь это нам»                 | Смоки Мо                      | Смоки Мо, Sasha JF | 3:48         |
| 11. | «Чувствуй это» (уч. Тати)        | Смоки Мо, Тати                | Баста              | 4:17         |
| 12. | «Искать правду» (уч. Тати)       | Смоки Мо, Тати                | Смоки Мо           | 4:31         |
| 13. | «Антидепрессант»                 | Смоки Мо                      | Смоки Мо           | 2:23         |

## Отзывы критиков
Альбом — действительно хороший, но не удивительный. Он вряд ли сообщает о Смоки много нового, за исключением отказа от ряда вредных привычек. Продакшн стал “газовым” — то есть, торжественным, мейнстримовым, с обязательными гитарами и клавишными партиями.Андрей Никитин, Rap.ru